# Roche Bobois
Roche Bobois è un'azienda francese specializzata in arredamento di alta gamma.

## Storia
Negli anni cinquanta Philippe e François Roche gestiscono una boutique a Parigi. Jean-Claude e Patrick Chouchan hanno un negozio Au Beau Bois sempre a Parigi. Nel 1960 fanno conoscenza al salone del mobile di Copenaghen. L'idea è di importare mobili scandinavi a Parigi e nasce Roche Bobois. I Roche ed i Chouchan decidono anche di aggiungere ai loro negozi di mobili delle boutique "regalo" per vendere accessori scandinavi. In queste boutique, chiamate "Compléments d'objets", sono venduti tessuti, piatti, tappezzeria.
Nel 1961 viene realizzata la prima campagna pubblicitaria a livello nazionale sulla rivista Elle. Queste campagne poi si susseguiranno al ritmo di due ogni anno per i successivi 50 anni. La realizzazione del primo catalogo comune e la creazione della loro rete nazionale sotto forma di franchising, senza per questo avere una produzione propria, è un modello inedito per l'epoca.
Nel 1965 viene aperto il primo negozio all'estero, in Belgio.
Nel 1970 Philippe Roche ed una sua équipe incontrano Hans Hopfer in occasione di un viaggio in Germania. Il suo divano per "vivere raso terra", lanciato con il nome di «Lounge», diventerà uno dei prodotti più venduti al mondo di Roche Bobois sotto il nome di «Mah Jong».
Nel 1973 è aperto il primo negozio in Canada, l'anno dopo è la volta degli Stati-Uniti e della Spagna. Negli anni ottanta l'offerta si sviluppa con la collezione "Les Provinciales" per i nuovi proprietari di case di campagna. Negli anni novanta è creata la collezione "Les Voyages" per rispondere alla tendenza del mobile etnico.
Nel 1992, in seguito agli accordi commerciali con Antonio Picardi e Luca Picardi, è aperto il primo negozio in Italia, a Napoli.
Con l'inizio del XXI secolo due evoluzioni di rilievo nella strategia di Roche Bobois: lo sviluppo internazionale con l'apertura di negozi nel mondo e lo sviluppo del partenariato con designer, architetti e creatori che immaginano e creano mobili ed oggetti per il marchio. Nel 2004 è aperto il primo negozio in Cina, il centesimo all'estero.
Dal 2009 l'organizzazione di un concorso itinerante di design all'estero, iniziata in Cina, successivamente in Marocco e nel 2012 nel Regno Unito. L'obiettivo è di richiamare l'attenzione dei talenti locali su un tema. Grazie a questa iniziativa è nata, per esempio, la sedia AVA con processo ad iniezione: ideata da un designer cinese e fabbricata da un produttore italiano.
Nel dicembre 2011, all'età di 77 anni, muore Philippe Roche, il cofondatore del marchio.
A partire dal 2011 Roche Bobois presenta ogni 6 mesi una nuova collezione esclusiva. Il marchio è presente in 45 Paesi, attraverso 250 negozi, di cui 80 flagship store. 
Il 2012 è caratterizzato da una significativa progressione in campo internazionale (con un +11% del fatturato). Per la prima volta Roche Bobois realizza più della metà dei suoi ricavi all'estero con l'America del Nord attestata al 16% (70 milioni di dollari). Il negozio di New York, in Madison Avenue, è ormai il primo del marchio.
Nel 2013 Roche Bobois rafforza ancora la sua presenza internazionale con l'apertura programmata di 15 nuovi negozi in più di dieci Paesi, tra i quali Singapore, la Colombia, l'Indonesia e la Bulgaria. E sempre nel 2013 entra nel suo capitale con una quota iniziale del 20% che poi salirà al 38,5% la Tip (Tamburi Investment Partners), la società italiana di investimento di Giovanni Tamburi e Alessandra Gritti. In quel momento il capitale Roche Bobois è per metà della famiglia Roche, per un 25% della famiglia Chouchan, un altro 25% nelle mani del colosso britannico Bnp-Paribas. La Tip di Tamburi (una sorta di boutique dell'investimento nel cui capitale sono presenti molte famiglie di imprenditori italiani come Angelini, Marzotto, Dompé, Loro Piana, Branca, Lavazza, Seragnoli e Bombassei) rileva la quota della banca inglese e di qualche altro fondo di private equity.
Nel giugno 2018 Roche Bobois chiede di essere quotata in Borsa, il debutto avviene il 9 luglio.

## Designer
Roche Bobois sviluppa le proprie collezioni in collaborazione con numerosi designer, architetti e creatori. Da questo partenariato nascono mobili creati per essere belli e funzionali.
Negli anni 80, si succedono grandi nomi del design: Hans Hopfer, l'architetto italiano Luigi Gorgoni.
In seguito, bisogna attendere fino agli anni 2000 per ritrovare collaborazioni con designer :
- Collezione Métropolis di Iosa Ghini, da 40 anni di Roche Bobois
- Collezione Ping Pong di Paola Navone
- Divano Comète di Vladimir Kagan
- Collezione Rive Droite di Christophe Delcourt, che firmerà più tardi la libreria Legend
- La linea Speed Up di Sacha Lakic
- Tavolino Cute Cut[5] di Cédric Ragot
- Collezione Furtif di Daniel Rode
- Collezione Assemblage di Stéphan Lebrun
- Collezione di mobili di Ora Ito

Alcune di queste creazioni erano presenti all'esposizione Mobi Boom al Musée des Arts Décoratifs della città di Parigi.
Anche alcuni stilisti di moda hanno deciso di apportare il loro personale contributo a Roche Bobois: Kenzo, Missoni, Ungaro, Jean-Paul Gaultier (che firma una collezione di mobili nel 2010) e Sonia Rykiel.
- Divano Kansaï di Kenzo: divano di Philippe Bouix, rivestito con tessuti Meiji di Kenzo
- Divano Rythme di Missoni: spicchi di sedute di diversi colori che si uniscono per formare un divano personalizzato secondo i gusti[7]
- Divano Avant-Propos di Sacha Lakik rivestito con tessuti di Ungaro
- Collezione Jean-Paul Gaultier per festeggiare i 50 anni di Roche Bobois[8]